# Acacia purpureapetala
Acacia purpureapetala é uma espécie de leguminosa do gênero Acacia, pertencente à família Fabaceae.